# Слетіоара (комуна, Вилча)
Слетіоара (рум. Slătioara) — комуна у повіті Вилча в Румунії. До складу комуни входять такі села (дані про населення за 2002 рік):
- Горунешть (494 особи)
- Коаста-Чербулуй (195 осіб)
- Моджешть (389 осіб)
- Мілостя (828 осіб)
- Руджету (685 осіб)
- Слетіоара (1042 особи)

Комуна розташована на відстані 188 км на північний захід від Бухареста, 36 км на захід від Римніку-Вилчі, 89 км на північ від Крайови, 145 км на південний захід від Брашова.

## Населення
За даними перепису населення 2002 року у комуні проживали 3633 особи.
Національний склад населення комуни:
| Національність | Кількість осіб | Відсоток |
| -------------- | -------------- | -------- |
| румуни         | 3632           | > 99,9%  |
| угорці         | 1              | < 0,1%   |

Рідною мовою назвали:
| Мова      | Кількість осіб | Відсоток |
| --------- | -------------- | -------- |
| румунська | 3631           | 99,9%    |
| угорська  | 1              | < 0,1%   |
| німецька  | 1              | < 0,1%   |

Склад населення комуни за віросповіданням:
| Релігія       | Кількість осіб | Відсоток |
| ------------- | -------------- | -------- |
| православні   | 3604           | 99,2%    |
| п'ятдесятники | 25             | 0,7%     |
| адвентисти    | 2              | 0,1%     |
| римо-католики | 1              | < 0,1%   |
| реформати     | 1              | < 0,1%   |

## Зовнішні посилання
- Дані про комуну Слетіоара на сайті Ghidul Primăriilor